# Memphis Rogues
Los Memphis Rogues fueron un equipo de fútbol de los Estados Unidos que jugaron en la NASL, la desaparecida liga de fútbol más importante del país.

## Historia
Fue fundado en el año 1978 en la ciudad de Memphis, Tennessee por Harry T. Magurian, Jr. (propietario de una pista de carreras de caballos en Florida) y Beau Rogers, quien fue copropietario y gerente general del Tampa Bay Rowdies, los cuales buscaban trae un equipo de la NASL al sur de los Estados Unidos. El nombre Rogues es en alusión a una raza de elefante, ya que se buscaba que la mascota fuese un elefante.
En sus dos primeros años la asistencia a los partidos fue demasiado baja, y los pobres resultados obligaron a que sus dueños fundadores vendieran el equipo a Avron Fogelman en 1980, quien era un dueño minoritario de los Kansas City Royals y del equipo de Memphis de la liga amateur de baseball. El último juego del equipo fue una victoria de 6-1 ante el Houston Hurricane, y Tony Field anotó el último gol del equipo en su historia.
En 1981 Fogelman vendió el equipo a Nelson Skalvania, empresario canadiense que trasladó el equipo a Calgary, Alberta y lo renombró Calgary Boomers en ese año, pero el equipo solo duró una temporada.

## Temporadas
| Año     | Liga        | G  | P  | Pts | Temporada Regular                           | Playoffs                         |
| ------- | ----------- | -- | -- | --- | ------------------------------------------- | -------------------------------- |
| 1978    | NASL        | 10 | 20 | 101 | 3º, Conferencia Americana, División Central | No clasificó                     |
| 1979    | NASL        | 6  | 24 | 73  | 4º, Conferencia Americana, División Central | No clasificó                     |
| 1979–80 | NASL Indoor | 9  | 3  | —   | 1º, División Oeste                          | Finalista (perdió con Tampa Bay) |
| 1980    | NASL        | 14 | 18 | 126 | 4º, Conferencia Americana, División Central | No clasificó                     |

## Entrenadores
- Malcolm Allison (1978)
- Eddie McCreadie (1978–1979)
- Charlie Cooke (1980)

## Jugadores destacados
| - Alan Birchenall (1978) - Charlie Cooke (1978-1980) - Henry McCully (1978-1979) - Jimmy Husband (1978-1980) | - Paul Child (1980) - Juan Parera - David Stride (1978-1980) - Julio César Luna (1980-81) |